# Лео Киачели
Лео Киачели (на грузински: ლეო ქიაჩელი) е грузински писател.
Роден е на 19 февруари (7 февруари стар стил) 1884 година в село Обуджи в благородническо семейство. Участва в Революцията от 1905 година, арестуван е за кратко, след което учи в Москва и Женева. Връща се в Грузия през 1917 година. Макар и първоначално критикуван за предполагаеми симпатии към меншевиките, той прави кариера при болшевишкия режим с редица пропагандни и исторически романи, като е сочен за един от основоположниците на грузинския социалистически реализъм.
Лео Киачели умира на 19 декември 1963 година в Тбилиси.